# Chief marketing officer
Il chief marketing officer (CMO) o global marketing officer o marketing director è un dirigente aziendale responsabile delle attività di marketing in un'organizzazione.

## Caratteristiche generali
Sebbene storicamente questi titoli possano aver significato una responsabilità legale, ad esempio presso Companies House nel Regno Unito, i titoli sono meno rigidi e formali nel 21 ° secolo e consentono alle aziende di riconoscere il ruolo sempre più significativo che i marketer possono svolgere in un'organizzazione, non ultimo per il carattere intrinseco dei professionisti del marketing di successo.
Il CMO guida la gestione del marchio, le comunicazioni di marketing (compresi pubblicità, promozioni e pubbliche relazioni), ricerche di mercato, gestione dei prodotti, gestione dei canali di distribuzione, prezzi e assistenza clienti. Il CMO è un membro del C-suite e in genere riferisce al chief executive officer. Un certo numero di vicepresidenti senior, vicepresidenti, direttori e altri alti dirigenti di marketing responsabili di varie parti della strategia di marketing possono riferire direttamente all'OCM.